# Dorpsrechter

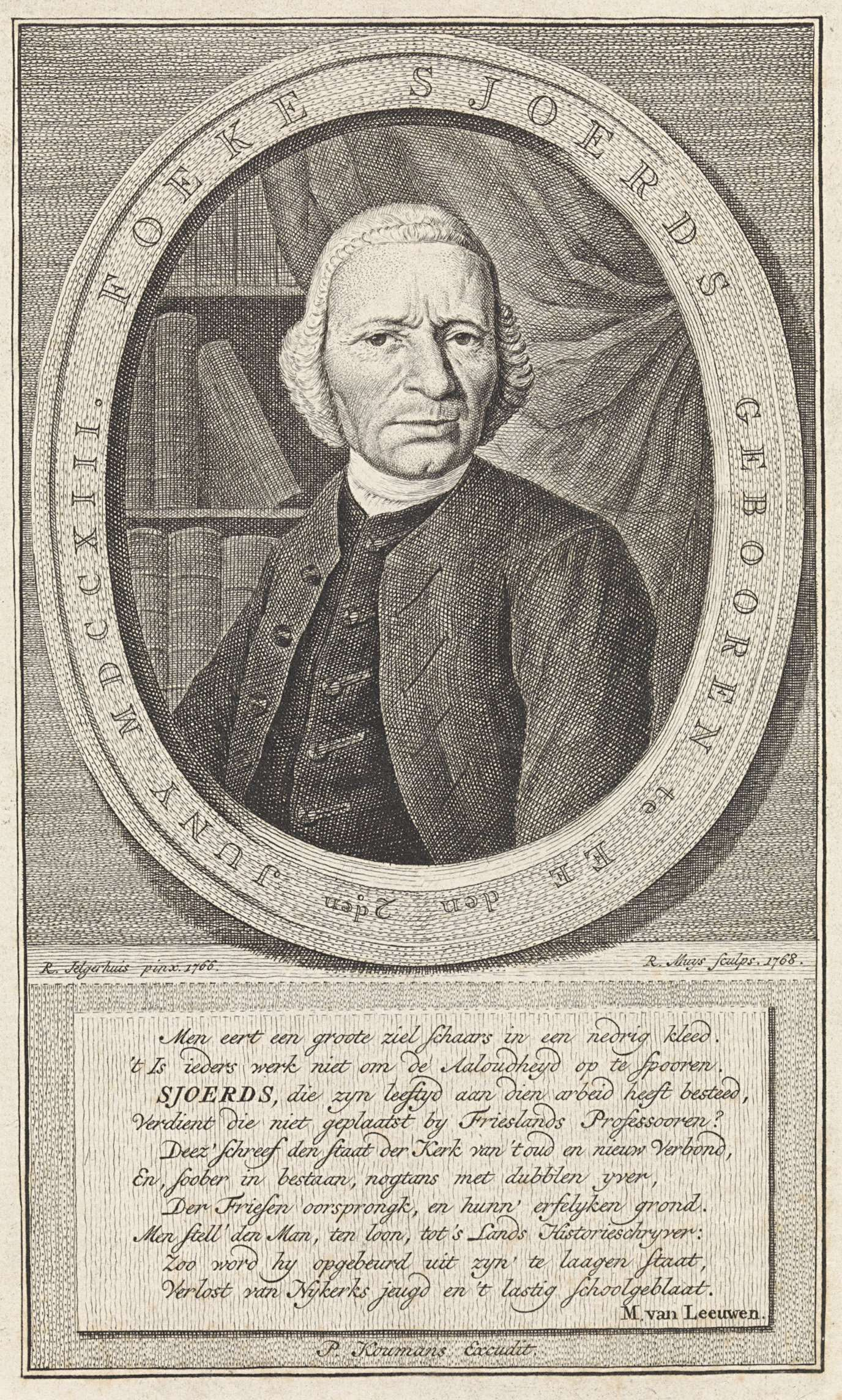
Foeke Sjoerds, geschiedschrijver, schoolmeester en in Oosternijkerk dorpsrechter

Een dorpsrechter stond op de laagste trede van het rechtssysteem dat in een bepaalde regio van kracht was. Hij behandelde eenvoudige civiele zaken die bij voorkeur door bemiddeling moesten worden opgelost. Verder hield hij in zijn dorp toezicht op de naleving van de geldende wetten en regels. Overtreders en misdadigers moest hij opsporen en gevangen nemen en vervolgens uitleveren aan een hogere rechtsinstantie, het nedergerecht. In sommige regio’s hoorde het innen van belastingen en het organiseren van verkiezingen van afgevaardigden ook tot zijn takenpakket.

## Algemeen
In de keizertijd van het Romeinse Rijk was de keizer de opperste rechter. Deze had de rechtspraak opgedragen aan zijn gewestelijke regenten. Onder hen stonden officieel benoemde lagere rechters en die hadden de mogelijkheid om zaken van gering belang toe te wijzen aan zogenoemde judex pedaneus, een hulprechter die zonder juridische procedures de zaak kon behandelen en bij voorkeur in der minne schikken.
De verschillende Germaanse stammen in het noorden van Europa hadden elk hun eigen ongeschreven rechtsregels, het gewoonterecht. Algemeen was dat het volk (de vrije mannen) bij de rechtspraak was betrokken en daarom wordt het ook wel volksrecht genoemd. Het Germaans recht onderging Romeinse en Christelijke invloed en de wetten van de verschillende stammen werden opgeschreven tussen de 5e en 9e eeuw. Eén daarvan is de Lex Frisionum waarin een atte een beëdigde getuige is die o.a. de betrokkenen bij de rechtszaak dagvaart.
De judex pedaneus en de atte zijn voorbeelden van voorlopers van de Europese dorpsrechter.

## Nederland
De functionaris die eenvoudige civiele geschillen behandelde kwam in de regio’s van het Nederlandse gebied onder verschillende namen voor. In Friesland was  dat overwegend dorpsrechter, maar in de Stellingwerven was zijn naam stelling, in Groningen buurrechter en hamrikrechter, in oostelijk Nederland buurrichter of boerrichter, in Gelderland en Sticht Utrecht: buurmeester, in het Kwartier van Nijmegen: dorpsschout en in Holland: dorpsschout en ambachtsbewaarder. Als partijen het niet eens waren met de behandeling van hun zaak door de dorpsrechter c.q. vergelijkbare functionarissen, konden ze in beroep bij het nedergerecht van hun gemeente.
In de onrustige tijd vanaf de Bataafse Revolutie tot de inlijving bij Frankrijk (1794-1810) kregen in de nieuwe eenheidsstaat opvattingen over de inrichting van de rechtspraak nauwelijks tijd om in de praktijk te worden ingevoerd. Op lokaal niveau bleef de dorpsrechter functioneren, vanaf 1798 onder de naam vrederechter, naar het Franse voorbeeld. Na de inlijving bleef die naam gehandhaafd totdat in 1838 bij de wet op de Rechterlijke Organisatie de kantonrechter zijn intrede deed.
In 2018 werd een proef gestart met een buurtrechter. Er werden weinig zaken behandeld omdat vaak de tegenpartij niet wilde meewerken.

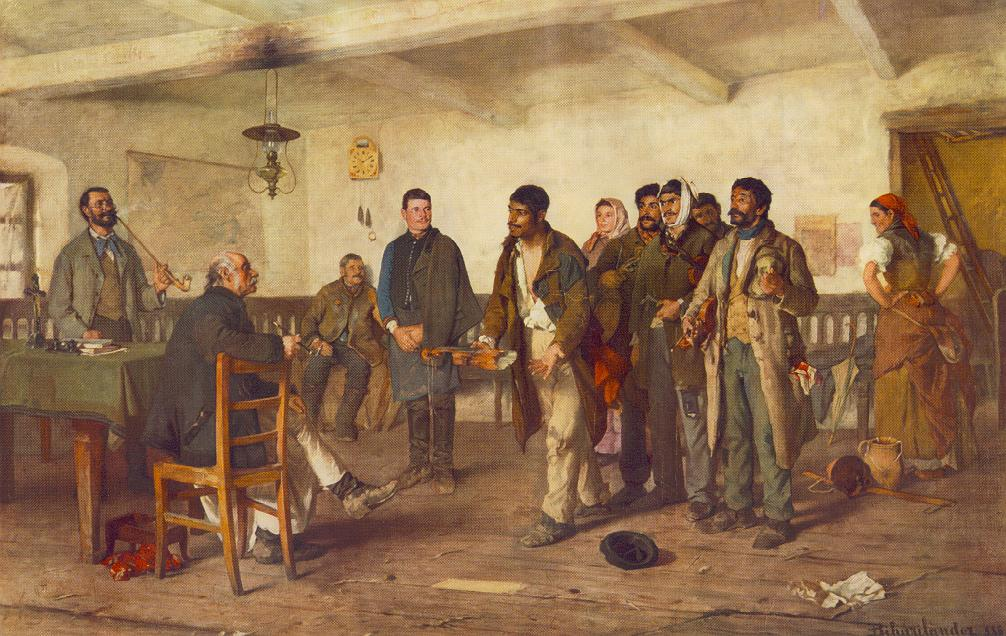
Roma zoeken recht bij de dorpsrechter vanwege een gebroken viool 1889

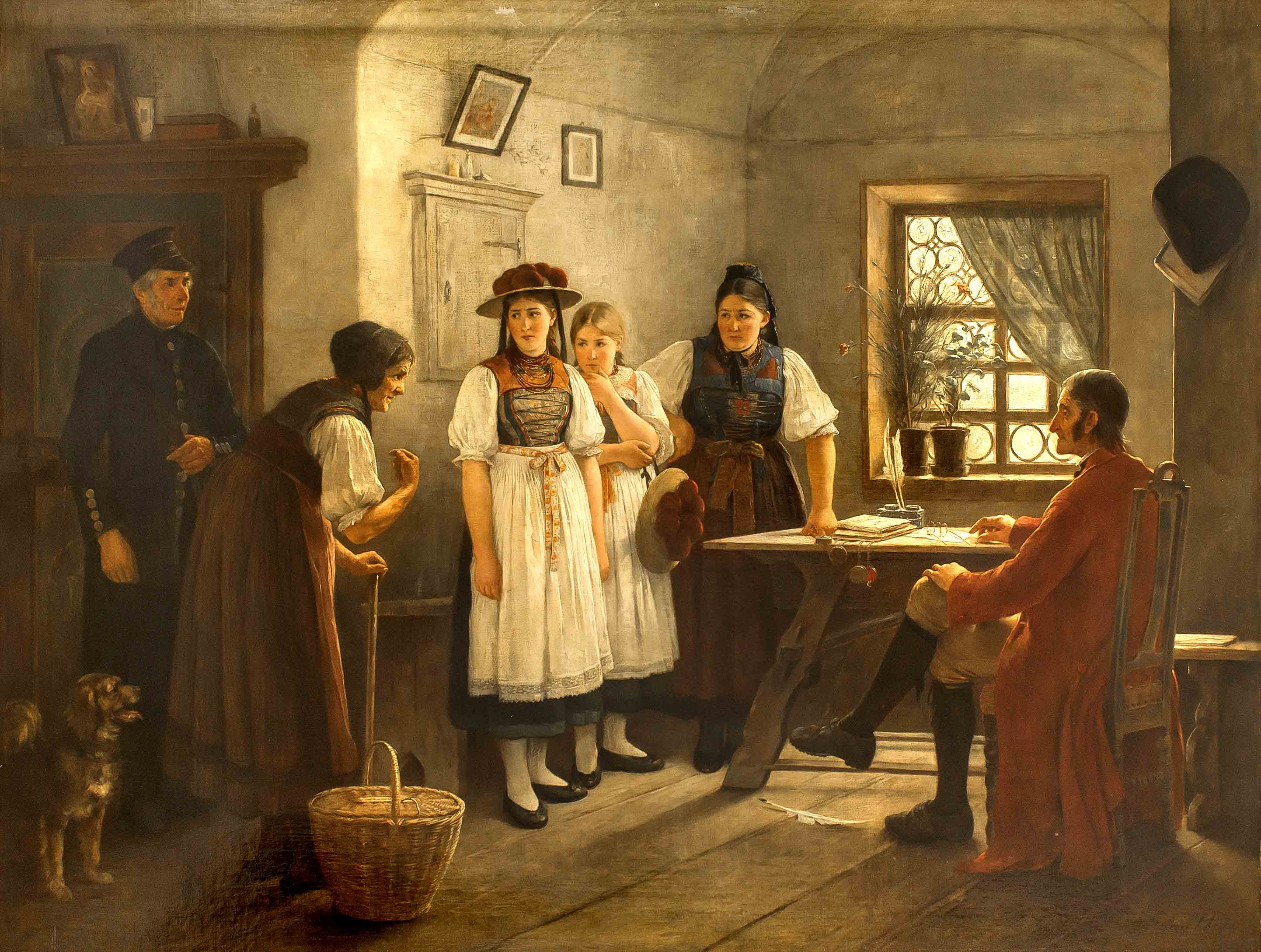
De dorpsroddelaarster voor de dorpsrechter

In 2019 vercheen en rapport, gemaakt in opdracht van het Nederlandse ministerie van Justitie en Veiligheid. Het rapport ging over het onderzoek naar de inpasbaarheid van een vrederechter in het Nederlandse rechtsbestel naar het voorbeeld van de vrederechter in België en Frankrijk. De vrederechter werd daarin beschreven als een rechter met een laagdrempelige positie, die optreedt en recht spreekt als buurtrechter, familierechter en beschermrechter voor onbekwamen. De vrederechter heeft hierbij vooral de opdracht om de partijen trachten te verzoenen, teneinde een oplossing tussen de partijen te bewerkstelligen of te bewaren.
Het ministerie onderzocht zelf in 2020 de werking van het Canadese systeem, dat een verplichte online geschilbeslechting voor civiele zaken kende.
In 2021 werd de proef met de buurtrechter in Nederland uitgebreid met verplichte medewerking van de tegenpartij.

### Friesland
De rollen van de middeleeuwse atten werden na het einde van de Friese vrijheid grotendeels door een dorpsrechter voortgezet. Deze werd door de grietman gekozen uit een nominatie van drie, die door de dorpelingen door middel van stemming waren voorgedragen. De dorpsrechter zag toe op de goede orde en rust in het dorp. Geschillen van gering belang kon hij in der minne schikken. Over uitgedeelde boetes moest hij rapporteren aan de grietman. Hij moest boosdoeners die op heterdaad waren betrapt overleveren aan het gerecht. Van veldschaden of verwondingen moest hij met twee of meer dorpelingen de schade bezichtigen en taxeren. Officiële stukken van een deurwaarder werden door de dorpsrechter aan de geadresseerde afgeleverd. Hij hield toezicht op de juistheid van maten en gewichten.
Hij was verder verantwoordelijk voor de gang van zaken bij openbare stemmingen voor het kiezen van afgevaardigden namens het dorp. Een dag eerder kondigde hij huis aan huis de stemming  aan en op de dag zelf liet hij drie keer om het uur de kerkklok luiden als oproep. Bij de stemming zelf hield hij toezicht op de naleving van de geldende regels. Ongeregeldheden moest hij melden aan de grietman. 
Hij werd ook ingeschakeld bij het innen van belastingen en van de bijdrage aan het zeedijkonderhoud. Hij was aanwezig bij de schouw van dijken, wegen, bruggen, dammen en waterwegen. Hij maakte de lijst van de weerbare mannen van het dorp met hun bewapening (monstercedel) en controleerde of iedereen de voorgeschreven bewapening bezat.

### Groningen
In de kwartieren Fivelgo en Hunsingo hadden de hamrikrechters of buurrechters de taak om te zorgen voor rust en vrede en ze moesten op eigen kracht de misdaad op het platteland bestrijden. Verder hielden ze toezicht op de kwaliteit  van wegen en de waterdoorgangen. In ’t Zandt behandelden karspelrechters geschillen over dijken en over schade aan gewassen door vee. In de Ommelanden functioneerden vergelijkbare functionarissen als dorpsrechters, die strafbare handelingen bij de waterstaat en de landbouw konden berechten.

### Holland
De ambachtsbewaarder werd door de ingezetenen van een ambacht gekozen om hun belangen te dienen. De functie kwam voor in Rijnland, Delfland, Schieland, Kennemerland en de Zaanstreek. Hij trad op als een vrederechter op het platteland, vergelijkbaar met dorpsrechters en buurrechters in andere regio’s. Kleine civiele zaken schikte hij in der minne en zag toe op het naleven van politieverordeningen. Hij nam misdadigers en overtreders gevangen en leverde ze over aan de schout.
Verder had hij een rol bij de schouw van waterstaatswerken (wegen, dijken, kaden etc.), sloeg de verschuldigde belastingen van het dorp om over de ingezetenen en inde het geld.

### Oostelijk Nederland
In Oostelijk Nederland kende men de buurrichter of boerrichter, in Gelderland en Sticht Utrecht buurmeester genoemd. In Het Gooi kende het dorp Huizen een buurmeester, die een rapport maakte over een geschil met betrekking tot een predikantsbenoeming.
 In delen van het Kwartier van Nijmegen werd de naam dorpsschout gebruikt.

In Twente kwam naast boerrichter ook holtrichter en markerichter voor. Zij traden op als vrederechters en zagen toe op het naleven van politieverordeningen en de geldende wettelijke voorschriften. Ze beheerden de dorpsadministratie en als ze in het financieel beheer misbruik constateerden moesten ze dat melden aan de schout of de rechter. Ze berekenden de grondbelasting per landeigenaar en inden het geld. Verder verzorgden ze de aanbesteding van werken en betaalden aannemers uit.

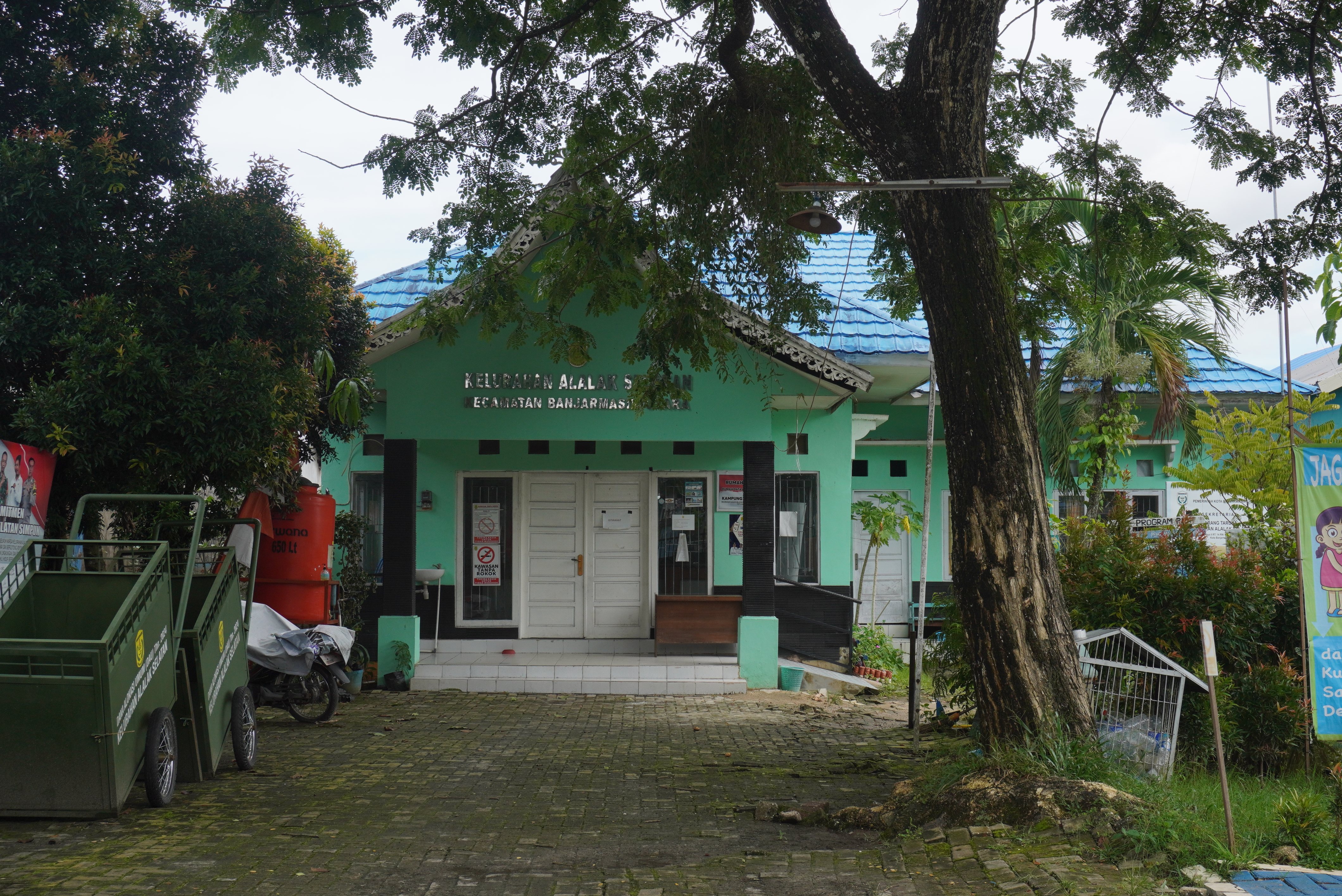
Kantoor van de lurah in Alalak Selatan, Banjarmasin, Zuid-Kalimantan

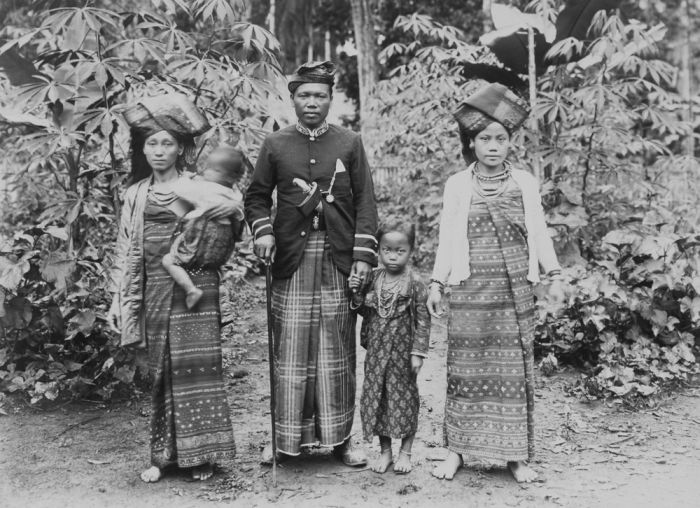
Dorpshoofd in de Lampongse districten met beide echtgenotes en kinderen

## Nederlands-Indië (Indonesië)
Het dorpshoofd (Lurah) vervulde ook de functie van dorpsrechter (adatrechter). Hij werd door het volk gekozen, meestal een oudere man met aanzien, die de lokale adat en levenswijze door en door kende. Hij was op de hoogte van grondtransacties en kon in bepaalde gevallen beslissen dat de transactie niet kon doorgaan. Hij kende het gebied en geschillen over de watervoorziening van de rijstvelden kon hij beslechten. Hij had een grote rol op het gebied van rust en veiligheid en kon maatregelen nemen tegen personen die de rust en veiligheid bedreigen.
Aan het begin van de 20e eeuw probeerde de Nederlandse regering het Europese privaatrecht in te voeren met als idee Nederlands-Indië deelgenoot te maken van onze westerse beschaving. Tegenstanders van dit idee pleitten juist voor eerbiediging van de volksopvattingen.
Onder het Nederlands bestuur kon de oorspronkelijke bevolking zich vrijwillig onderwerpen aan het voor Europeanen vastgestelde burgerlijke recht en handelsrecht, maar als ze daarvoor niet kozen konden ze hun recht halen bij de Indonesische rechter die oordeelde volgens de eigen godsdienstige wetten, instellingen en gebruiken, het adatrecht. Als beperking gold dat de uitspraken niet in strijd mochten zijn met algemeen erkende beginselen van billijkheid en rechtvaardigheid. Deze regeling werd gezien als een waarborg voor een eigen rechtspraak in burgerlijke geschillen. Als een uitspraak van de dorpsrechter door partijen niet werd geaccepteerd moest ‘de gewone weg van rechten’ worden gevolgd.
Overal in Indonesië functioneerde buiten de officiële rechtbanken de dorpsjustitie, uitgeoefend door de dorpshoofden/dorpsrechters. In 1935 kreeg deze dorpsjustitie een wettelijke grondslag, waardoor er een zekere aansluiting kwam tussen de overheidsrechtspraak en de dorpsjustitie. De landraden moesten bij elke zaak kennis nemen van door dorpsrechters genomen beslissingen. Als de kwestie nog niet voor een dorpsrechter was gebracht kon de landraad de zaak eerst door de dorpsrechter laten behandelen.
Bij het hanteren van het adatrecht waren er verschillen in de archipel, maar het in der minne schikken van geschillen was overal belangrijk. Bijvoorbeeld op West-Sumatra in de Minangkabause regio (nagari) probeerden de hoofden van een familiestam (soeko-hoofd) of een dorpswijk (ripé-hoofd) eerst de partijen tot elkaar te brengen. Als dat niet lukte kon het nagari-hoofd het nog eens proberen, voordat de gang naar de ‘bevoegde rechter’ werd gemaakt. Zij vervulden deze rol omdat door de Nederlandse ingrepen de dorpsrechter formeel niet meer bestond, maar via deze functionarissen de dorpsjustitie nog wel.
In de Republik Indonesia was het uitgangspunt dat het volksrecht de basis moest zijn van de rechtshervorming en vernieuwing. Daarbij speelde rond 1970 nog de vraag of en hoe de dorpsrechtspraak kon worden ingepast in de nationale rechtspraak. Maar in het nationale homogene rechtsstelsel van de Indonesische eenheidsstaat paste dorpsjustitie niet.

## Enkele Europese landen
In de Duitstalige gebieden kende men behalve de naam Dorfrichter ook andere benamingen voor ongeveer dezelfde functie, zoals Bauermeister, Dorfmeister, Heimbürger en Schultheiß. De Heimbürger werd niet benoemd door een heer maar door de plaatselijke bevolking gekozen en met zijn takenpakket lijkt hij nog het meest op de Friese dorpsrechter. Dat geldt ook voor de Dorfrichter in het keizerrijk Oostenrijk, aanvankelijk benoemd door de landheer, later gekozen door de dorpsgemeenschap.

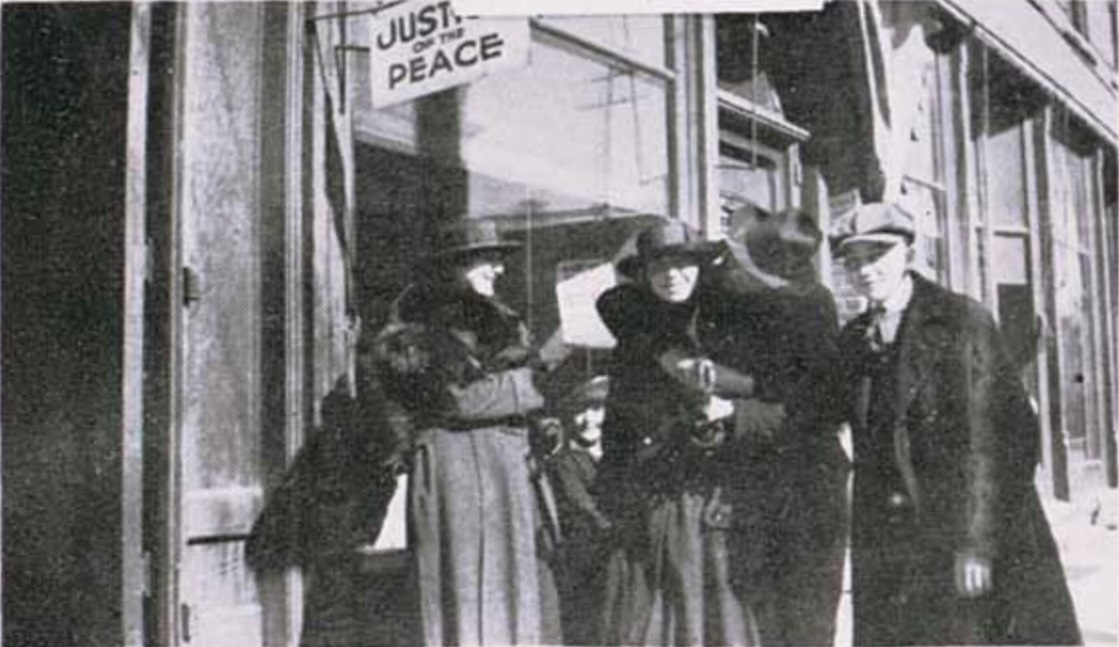
Justice of the Peace, 1918 Sturgeon Bay

In Rusland kreeg de plaatselijke gemeente in 1864 (na de afschaffing van de lijfeigenschap in 1861) een grote zelfstandigheid. Aan het hoofd stond de Oudste (Starost), die werd gekozen door gemeentevergadering. Hij was het hoofd van de politie en dorpsrechter. Als dorpsrechter mocht hij boetes uitdelen tot een bedrag van één roebel en een gevangenisstraf opleggen tot een duur van twee dagen. Hij regelde de verdeling van de plaatselijke belastingen en van de rijksbelastingen.
In het Verenigd Koninkrijk was vrederechter (justice of the peace) de naam voor de laagste rechter. Er was geen juridische scholing vereist om gekozen of benoemd te worden tot vrederechter. Het in der minne schikken was een belangrijke taak en als dat niet lukte moest hij zorgen dat de hogere instantie van de juiste informatie werd voorzien. In het landen van het Gemenebest werd de functie ook ingevoerd. De naam bestaat nog steeds, maar de benoemingsprocedure en het takenpakket varieert per gebied.
In Frankrijk werd de functie vrederechter (justice de paix) ingesteld in 1790 en afgeschaft in 1958. Elk kanton had een eigen vrederechter, gekozen door de burgers van het kanton en gratis toegankelijk. Een juridische opleiding was niet vereist. Eenvoudige geschillen oplossen en kleine overtredingen bestraffen vormden de hoofdmoot van zijn taak.

## Dorpsrechter in kunst en literatuur
In romans en andere fictie is de dorpsrechter vaak een goedbedoelende maar klunzige man. Jesús Carrasco voert in zijn boek ‘De vlucht’ een molesterende, gewelddadige wraakzuchtige dorpsrechter op, die door en door slecht is maar uiteindelijke de straf krijgt die hij verdient. In de streekroman ‘Die Dorfrichter’ van Matthias Bruckner is de dorpsrechter zelfs de hoofdpersoon.
In het toneelstuk Der zerbrochene Krug belandt de dorpsrechter dronken bij een vrouw in bed waarmee hij niet getrouwd was, wat leidt tot allerhande verwikkelingen. 
Op afbeeldingen oefent de dorpsrechter zijn vak meestal uit in een rommelige omgeving.

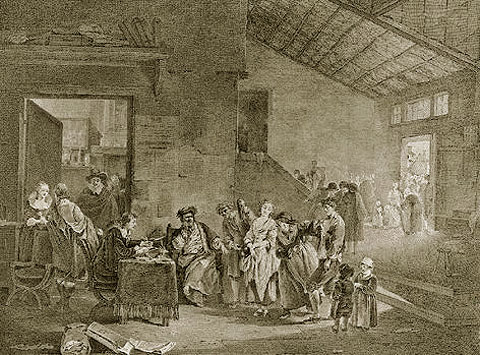
De dorpsrechter of De gebroken kruik
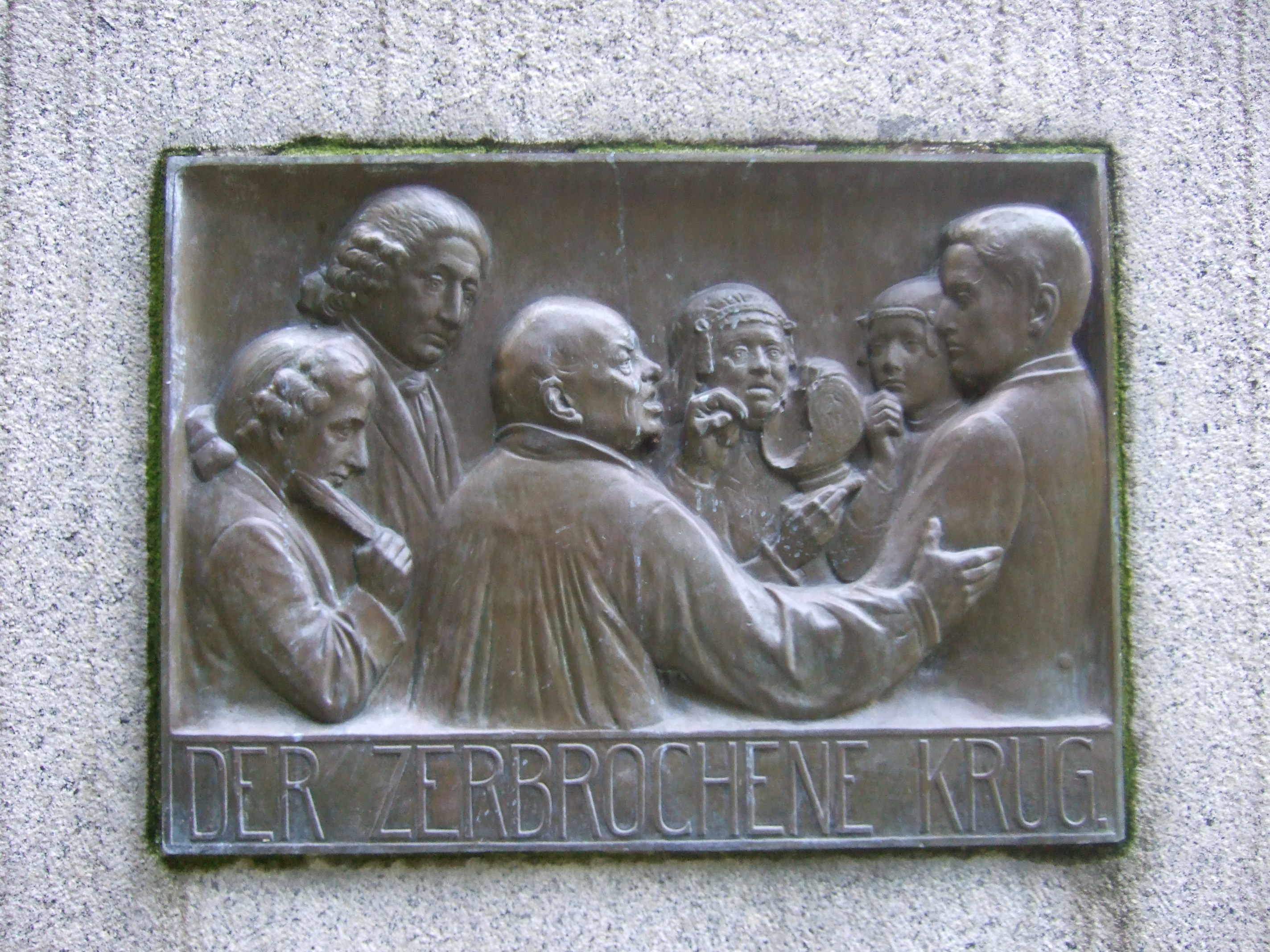
Heinrich von Kleist Memorial in Frankfurt (Oder) (Der zerbrochene Krug)
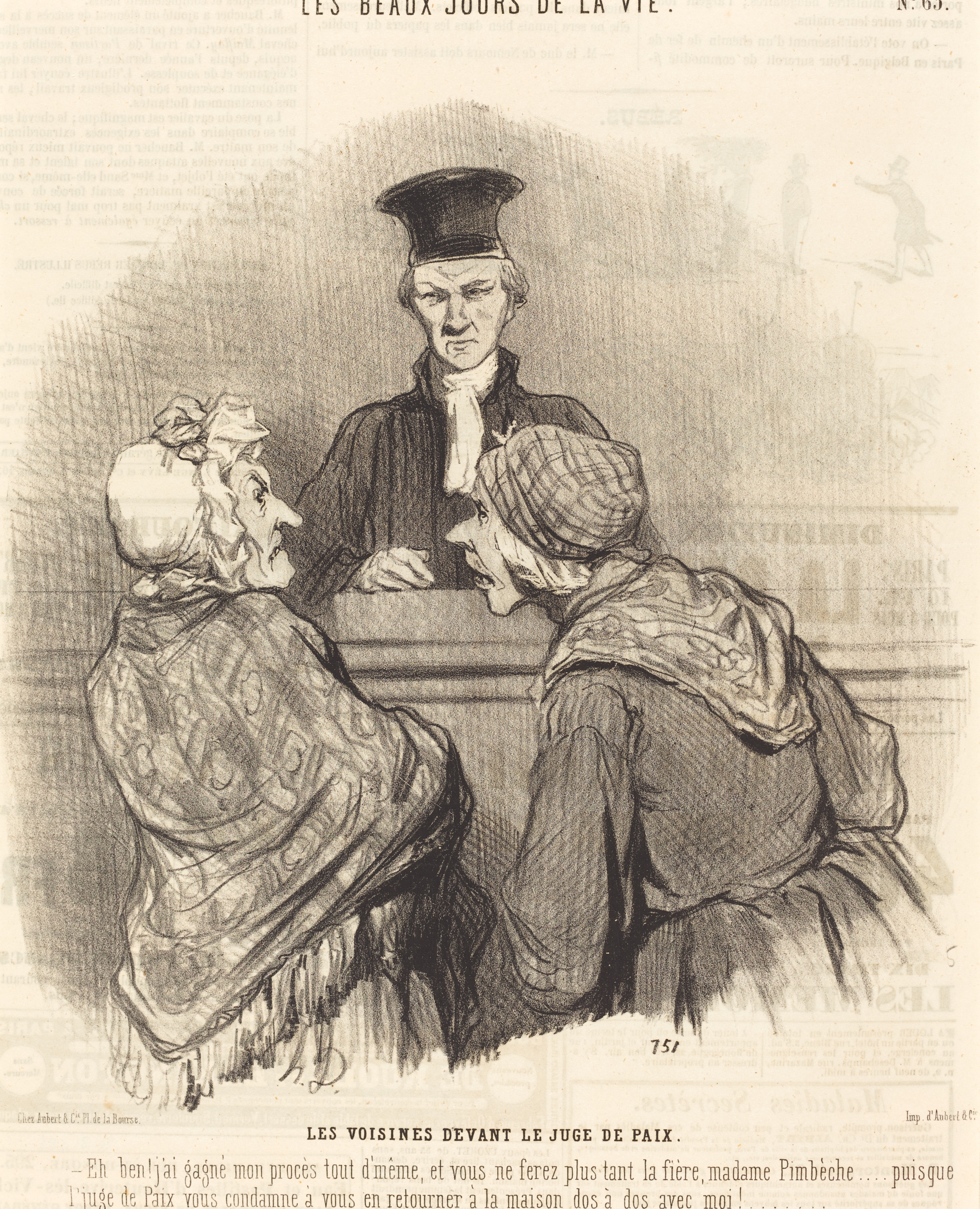
Twee buurvrouwen voor de vrederechter, le Juge de paix, 1845
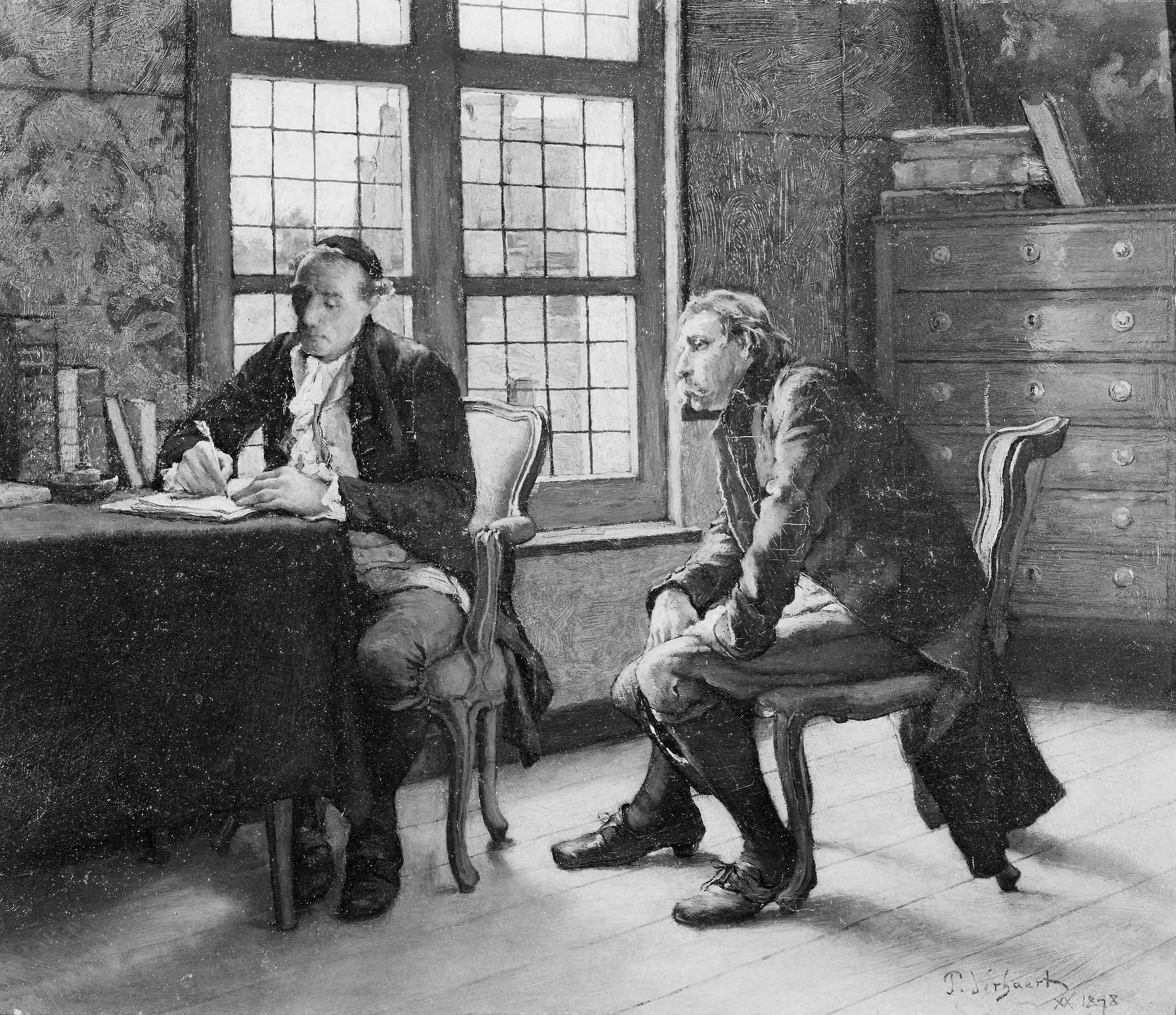
Voor de vrederechter, Justice of The Peace, 1921 Chicago
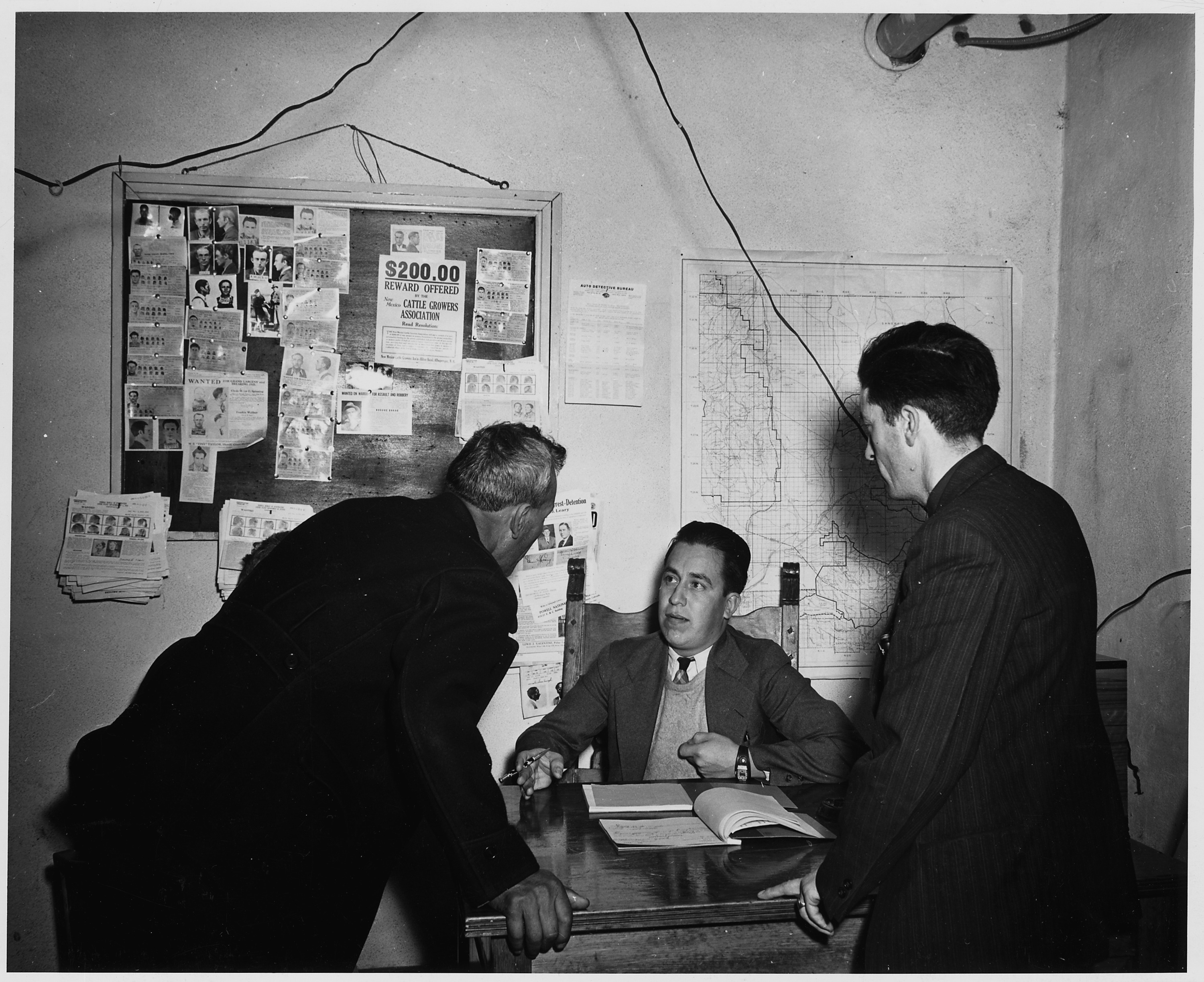
New Mexico, de vrederechter, Justice of the Peace in Montoyo, met een eenvoudige zaak